# 托爾尼梅埃

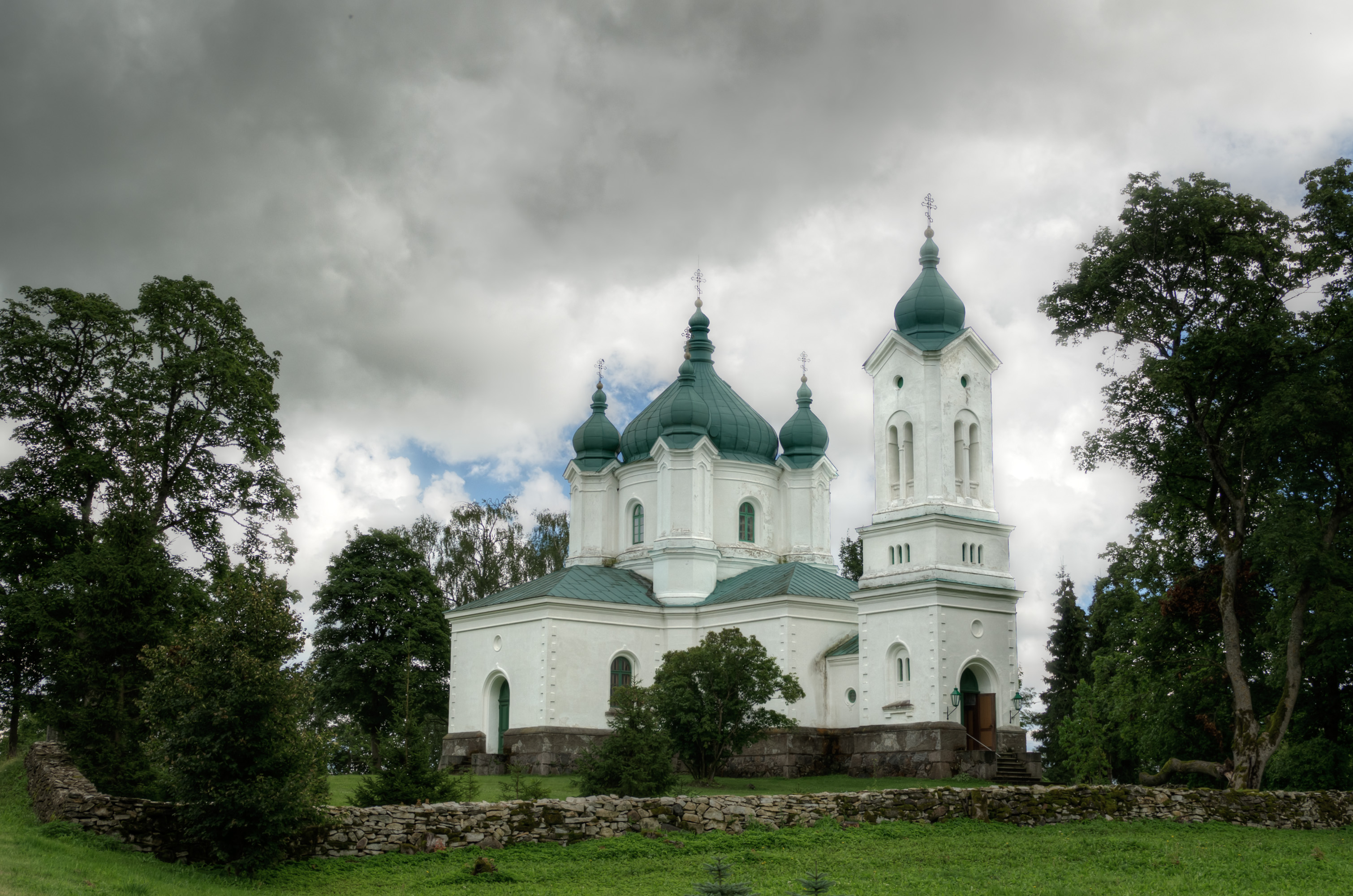
托尔尼梅埃东正教堂

托爾尼梅埃，是愛沙尼亞薩雷縣萨雷马市镇内的村庄，位於該國西部，曾是原珀伊德市镇的行政中心，距離波羅的海約2公里，2011年該村庄人口69。